# Bundesautobahn 395
Pour les articles homonymes, voir A395.
La Bundesautobahn 395 (ou BAB 395, A395 ou Autobahn 395) est une autoroute passant par la Basse-Saxe. Elle mesure 42 kilomètres.